# Chersotis subtilis
Chersotis subtilis là một loài bướm đêm trong họ Noctuidae.